# Tomáš Malinský
Tomáš Malinský (Chrudim, 25 agosto 1991) è un calciatore ceco, centrocampista dello Skuteč.

## Carriera

### Club
Ha giocato nella prima divisione ceca.

### Nazionale
Nel 2020 ha esordito in nazionale.